# New Urbanism

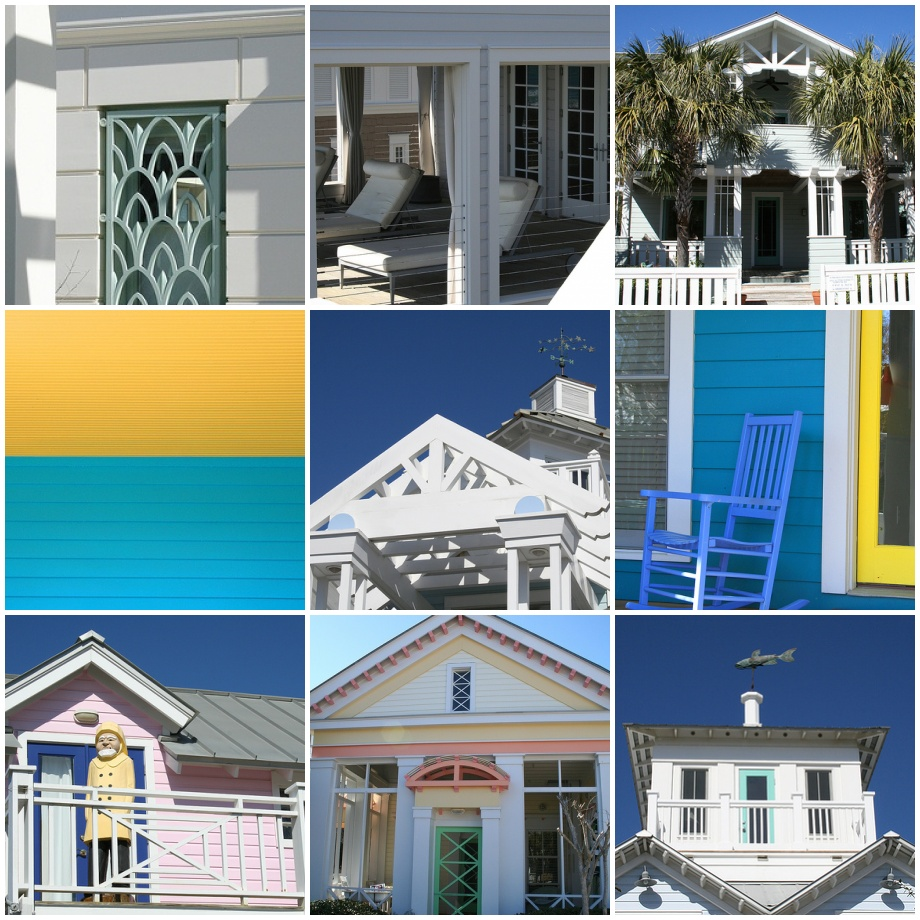
Seaside (Florida), ab 1979 erschlossene erste Gemeinschaft nach den Prinzipien des Neuen Urbanismus

New Urbanism (Neuer Urbanismus) ist eine Bewegung im Städtebau, die Ende der 1980er und Anfang der 1990er Jahre entstanden ist. Die Bewegung will den sogenannten sprawl bzw. die Zersiedelung beenden, also die uferlose Ausbreitung der Städte in suburbane Siedlungen (siehe Charta von Athen (CIAM)). Der New Urbanism kritisiert an dieser Wohnform den zwangsläufig hohen Individualverkehr mit entsprechendem Ressourcenverbrauch durch nicht vorhandene Fußgängerfreundlichkeit, die hohen Kosten für großflächige Infrastruktur (Straßen, Elektrizität, Kanalisation), die Zersiedelung der Landschaft sowie die Anonymität der Nachbarschaften mit wenig Stadtleben.
Ziel des New Urbanism ist folglich eine Reaktivierung der Wohnform der urban bebauten Stadt mit den Vorzügen kurzer Wege, intensiver Nachbarschaft und Anreizen zu gesundem Leben. Wichtige Werkzeuge dafür sind die Orientierung des öffentlichen Raumes an Fußgängern und Radfahrern, Blockrandbebauung und der Einsatz von Nutzungsmischung statt strikter Funktionstrennung (etwa nach Wohn- und Geschäftsvierteln). Auch große, „leblose“ und oft verwahrlosende Freiräume zwischen den Bauten, wie sie z. B. bei aufgelockerten Siedlungen mit Sozialbauten geplant wurden, sollen vermieden werden. Stattdessen soll es kleinere begrünte Innenhöfe und gepflegte Parkanlagen geben. Viele Entwicklungen des New Urbanism sind auch an der Struktur historischer Altstädte mit ihren gewachsenen Strukturen orientiert.

## Geschichte

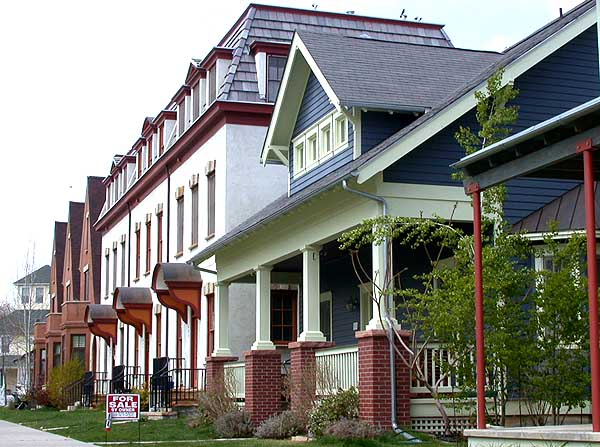
Prospect New Town, in Colorado (USA)

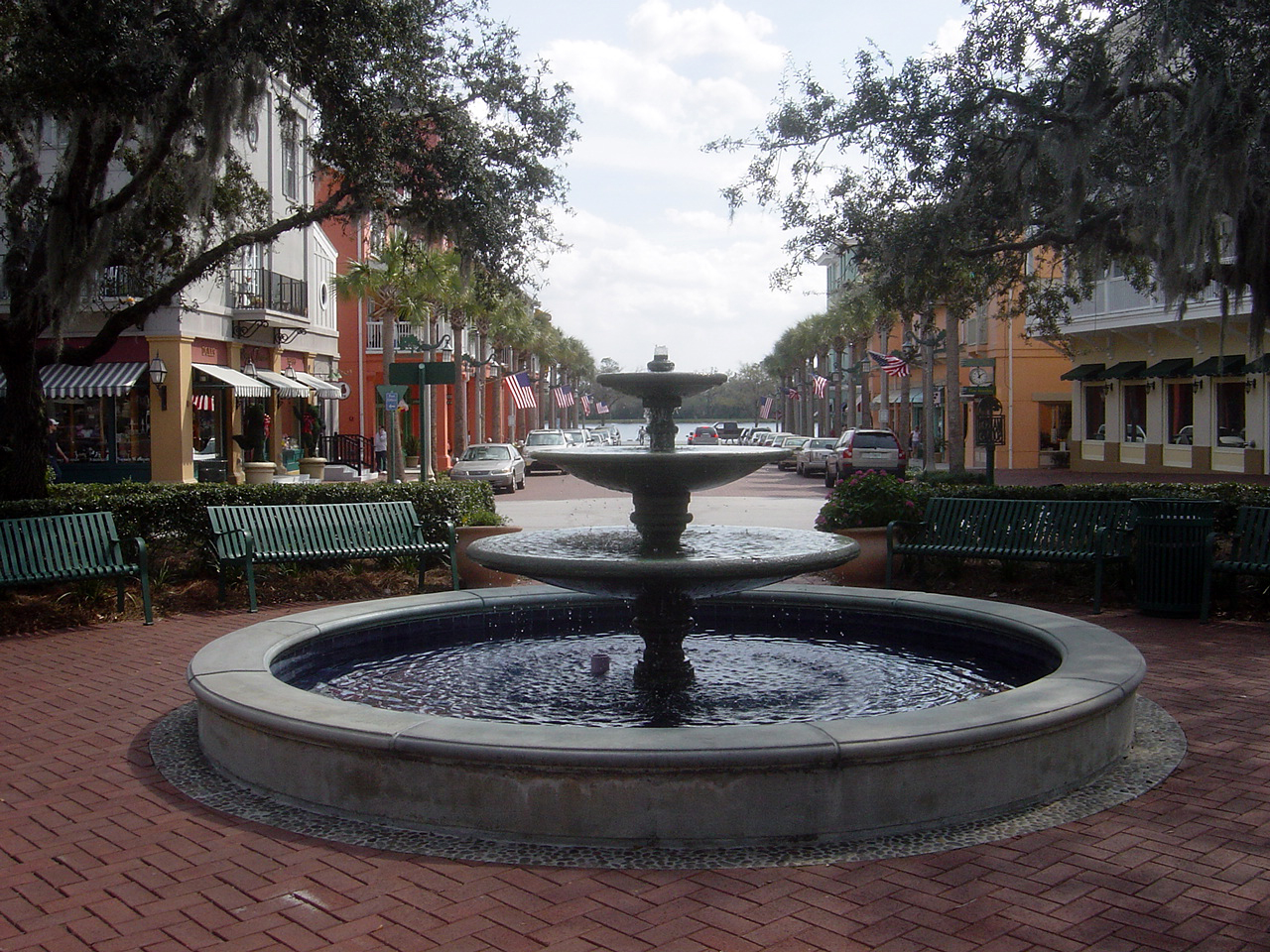
Celebration (Florida)

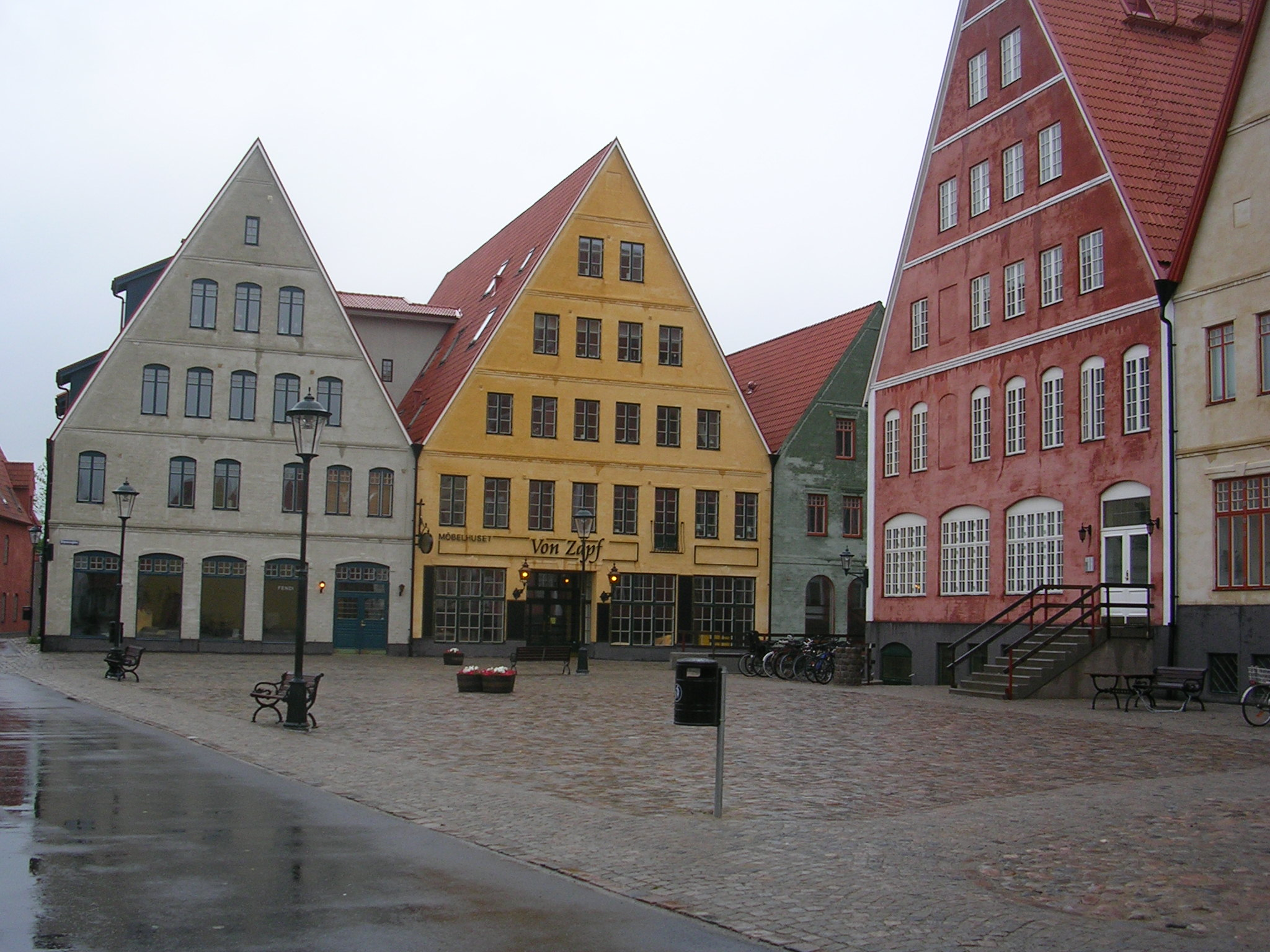
Jakriborg nahe Malmö in Schweden

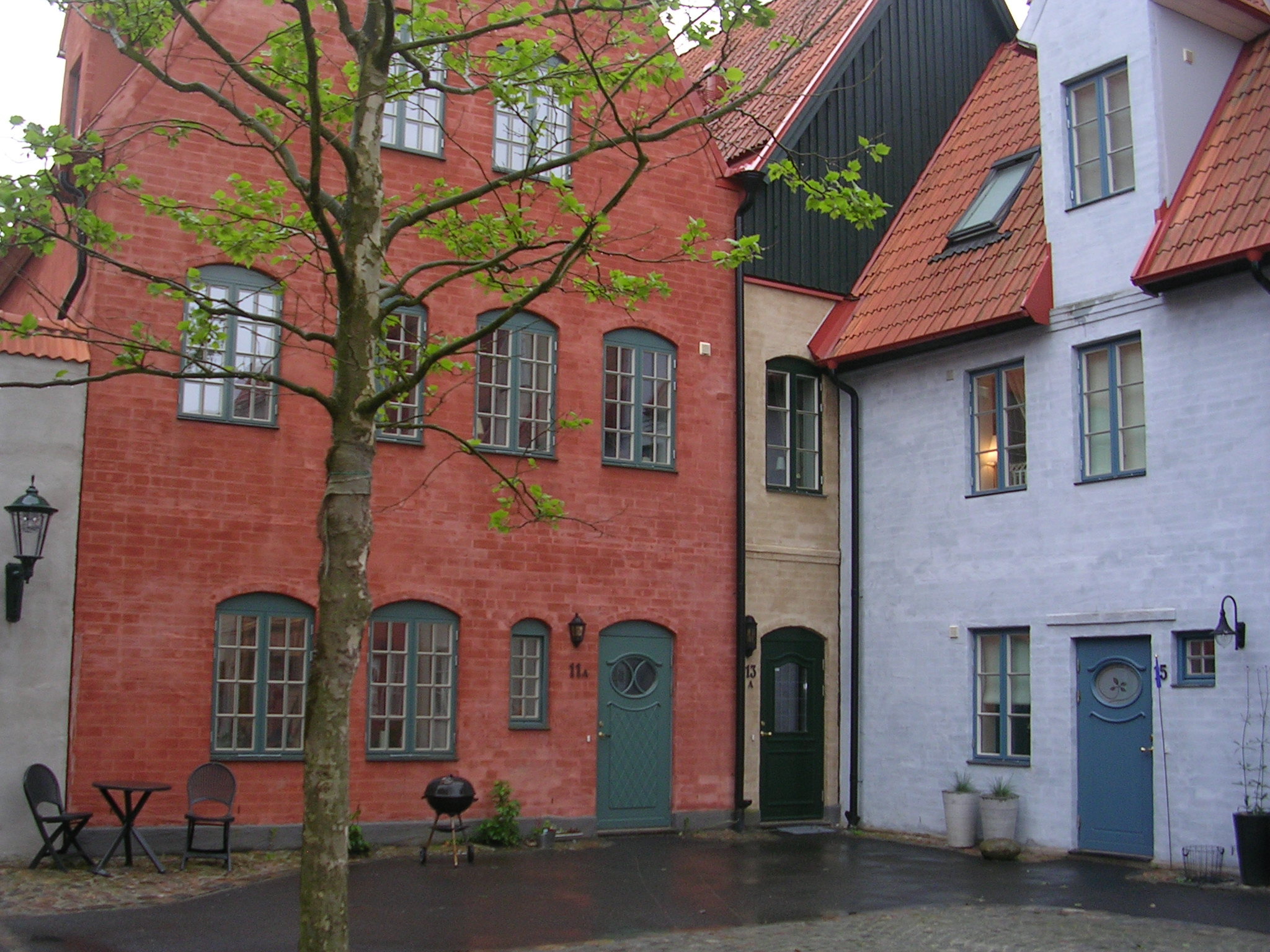
Jakriborg

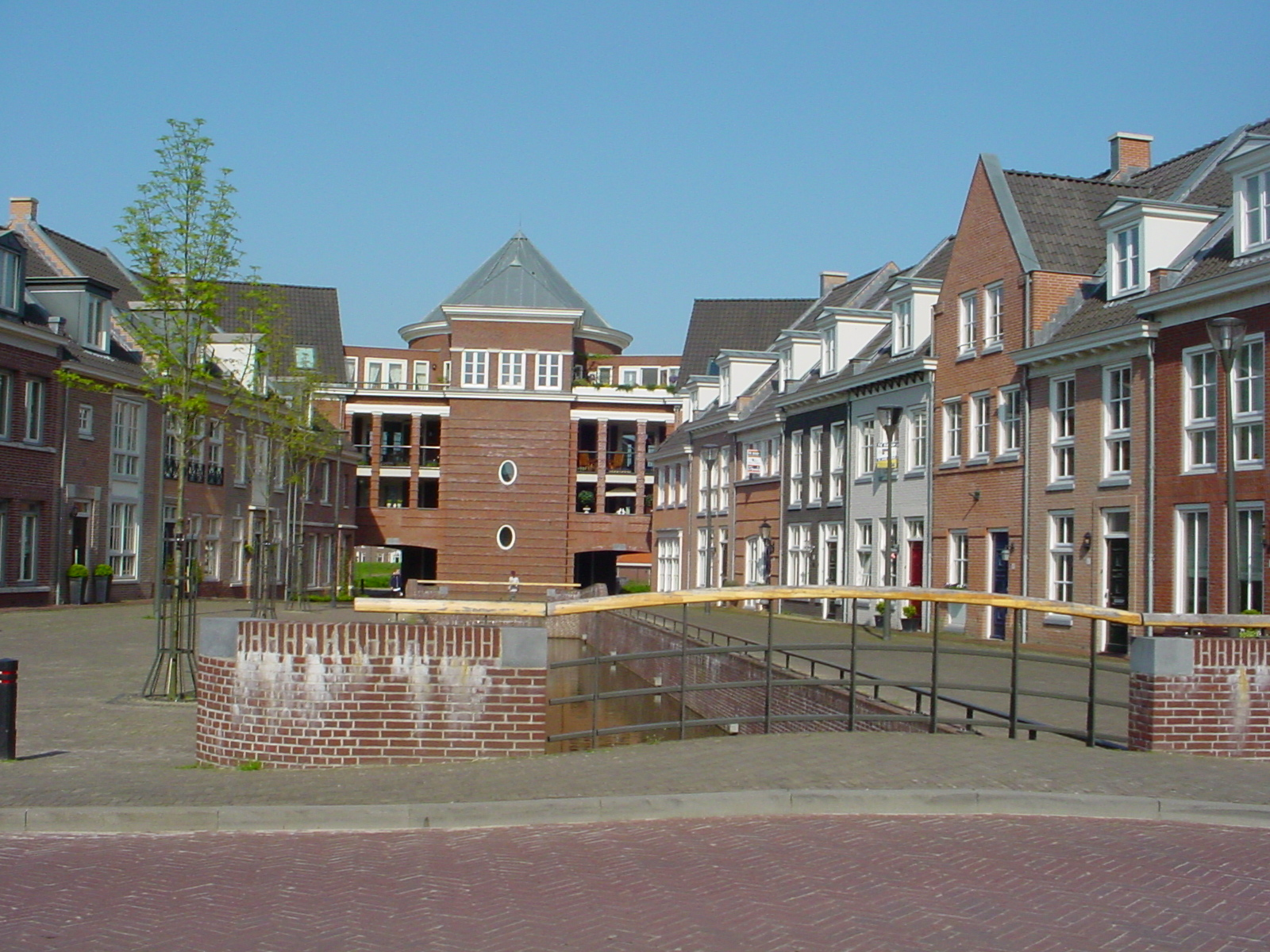
Brandevoort, Niederlande

Schon seit Anfang der 1980er Jahre wurden eine Reihe von kritischen Stimmen gegen die Zersiedelung des Umlandes amerikanischer Städte laut. 1991 rief die Local Government Commission, eine kalifornische Nichtregierungsorganisation, Fachleute aus dem Bereich der Stadtplanung und Architektur zusammen, um konkrete Praxisempfehlungen für eine veränderte Stadtentwicklung zu formulieren. Die Gruppe veröffentlicht noch im gleichen Jahr die so genannten „Ahwahnee Principles“, in denen die Hauptforderungen des New Urbanism bereits formuliert sind.
Unter dem eigentlichen Namen „New Urbanism“ wurde die Bewegung dann 1993 in Form des Congress for the New Urbanism (CNU) institutionalisiert. Der CNU ist eine Non-Profit-Organisation bestehend aus Stadtplanern, Architekten, Bauträgern und anderweitig Stadtinteressierten. Die Organisation richtet seit der Gründung 1993 einen jährlichen Kongress aus, bei dem es um konzeptionelle Fragen und konkrete Umsetzungspraxis des New Urbanism geht. Auf dem vierten Kongress im Jahre 1996 wurde dann auch die „Charter of the New Urbanism“ formuliert, das Gründungsdokument der Bewegung.
Mit dem Titelzusatz „Congress“ haben die Neuen Urbanisten der ersten Stunde bewusst die Nähe zum Congrès International d’Architecture Moderne (CIAM) gesucht. Unter diesem Kongresstitel ist eine wichtige Architekturbewegung bekannt, die seit 1928 einer modernistischen, funktionalen Stadtgestaltung Vorschub zu leisten versucht.
Der New Urbanism kann demgegenüber als exakte Gegenbewegung verstanden werden. Statt einer Trennung von Wohnen, Arbeiten und Einkaufen – wie es in der Charta von Athen (CIAM), einem der programmatischen Dokumente des CIAM gefordert wird – entwirft der New Urbanism in der Charter of the New Urbanism das Ideal einer „Stadt der kurzen Wege“ mit möglichst großer Mischung von Funktionen an einem Ort.

## Prinzipien des New Urbanism
Credo der Bewegung des New Urbanism ist es, Städte so zu bauen, dass nachhaltige und lebenswerte Viertel entstehen. Für die Vertreter des New Urbanism ist dies über die Orientierung an dem Ideal der traditionellen amerikanischen Kleinstadt zu erreichen. Entsprechend wird New Urbanism im Englischen wahlweise auch als „Traditional Neighbourhood Design“ (TND) bezeichnet.
Es geht der Bewegung also nicht um eine bloße Neuorientierung der baulichen Gestalt, sondern – hier wieder analog zu der modernistischen Idee des CIAM – um ein Einwirken auf das konkrete Zusammenleben der Bewohner. Dichte Bebauung, ein breit gefächertes Angebot an Wohnungen, Mischung von fußgängerfreundlichen Straßen und Plätzen stehen zwar auch auf der Agenda, diese ist aber nur Mittel zum Zweck. Zielvorstellung des New Urbanism ist es, Orte zu bauen, die das Leben bereichern und den Geist inspirieren (“Create places that enrich, uplift, and inspire the human spirit.”). Richtig gebaut, können Orte zum Spazierengehen ermuntern, gegenseitiges Kennenlernen fördern und vor Verbrechen schützen, so die Überzeugung des New Urbanism.

“We recognize that physical solutions by themselves will not solve social and economic problems, but neither can economic vitality, community stability, and environmental health be sustained without a coherent and supportive physical framework.”

„Wir erkennen an, dass physische Lösungen alleine soziale und ökonomische Probleme nicht lösen können, aber genau sowenig können ökonomische Vitalität, Stabilität der Gemeinschaft und eine gesunde Umwelt ohne ein kohärentes und stützendes physisches Gerüst dauerhaft erhalten bleiben.“

Eine idealistischere Variante des New Urbanism ist der New Pedestrianism (Neue Fußgängerkultur), gegründet 1999 durch Michael E. Arth, einem amerikanischen Künstler, Stadt-, Haus- und Landschaftsdesigner, Futuristen und Autor.

## Beispiele des New Urbanism in den USA
Das erste Beispiel für eine Gemeinschaft im Sinne des New Urbanism in den USA ist das ab 1979 von Robert S. Davis beplante Seaside in Florida. Er besuchte mit mehreren Architekten historische Orte im Süden der USA und wollte deren Atmosphäre in dem neuen Ort vermitteln. Maßgeblich daran beteiligte Planer und Architekten waren die Amerikaner Andrés Duany, Elizabeth Plater-Zyberk, Robert A. M. Stern und Steven Holl, sowie die Europäer Léon Krier und Aldo Rossi, sowie weitere. Seaside bildete auch die Kulisse für den Film Die Truman Show des Regisseurs Peter Weir (1998).
Der Disneykonzern hat – neben vielen anderen Bauträgern – in den 1990er Jahren eine bekannte Siedlung des New Urbanism geschaffen: Celebration in Florida, einen Ort mit dem Charakter älterer amerikanischer Kleinstädte, von der Umgebung durch Wasserflächen statt durch einen Zaun getrennt, und mit historisierenden Gebäuden im Stil des 18. und 19. Jahrhunderts („Colonial Revival“, „Federal Style“, „New Georgian“, „New Victorian“).

## New Urbanism in Deutschland und Europa

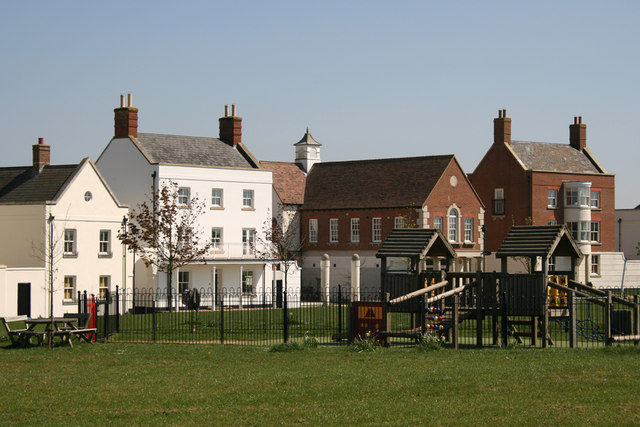
Poundbury in Großbritannien

In Deutschland werden die Ideen des New Urbanism aus Sicht der Modernisten meist mit einer Architektur der Beschaulichkeit und rückwärtsgewandten Ästhetik gleichgesetzt und überwiegend als „neotraditionalistischer Kulissenzauber“ angesehen. Dennoch gibt es mit dem Council for European Urbanism (CEU) eine Initiative, die sich in Europa gegründet hat und sich programmatisch am US-amerikanischen Congress for the New Urbanism orientiert. Der CEU hat auch eine deutsche Sektion, die sporadisch das Online-Magazin Die Neue Stadt veröffentlicht. Zudem ist die durch den New Urbanism kritisierte Problemstellung des uferlosen Auswachsens der Städte in die Landschaft in Europa durch traditionell dichtere Baustrukturen nicht derart ausgeprägt wie in Nordamerika.
Kreativer als die amerikanische mag die britische Variante des New Urbanism anmuten; Neuplanungen im englischen Landhausstil wie Poundbury/Dorset in Großbritannien muten wie Inseln in einem völlig anders gearteten, von Nachkriegsmodernismus geprägten Umfeld an. Die Siedlung auf dem Pachtland von Charles III. ist inspiriert von den Gestaltungsgrundsätzen, die er in seinem Buch A Vision of Britain dargelegt hat.

### Beispiele und Vertreter für New Urbanism in Deutschland
Stadtviertel:
- Kirchsteigfeld, Potsdam, unter Leitung von Rob Krier und Christoph Kohl

Architekten und Stadtplaner:
- Hans Kollhoff, Berlin
- Rob Krier, Luxemburg/Berlin
- Christoph Kohl, Berlin
- Tobias Nöfer, Berlin
- Patzschke Architekten, Berlin
- Hans Stimmann, Berlin
- Michael Stojan (Neue Stadtbaukunst), Siegen[5]
- Sergei Tchoban, Berlin
- Marc Kocher, Zürich/Berlin